# 経録
経録（きょうろく）は、仏教用語で、主に中国で編纂された仏教聖典（仏典）目録のことを言う。

## 中国
- 東晋
  - 綜理衆経目録（道安録、佚書）
- 梁
  - 出三蔵記集（僧祐録）
- 隋
  - 歴代三宝紀（三宝紀）
  - 衆経目録（彦琮録）
- 唐、武周
  - 大唐内典録（内典録、道宣録）
  - 古今訳経図紀
  - 大周刊定衆経目録（武周録）
  - 開元釈教録（開元録）
  - 貞元新定釈教目録（貞元録）
- 五代
  - 新集蔵経音義隨函録（随函録）
- 元
  - 至元法宝勘同総録（至元録）

## チベット
- デンカルマ目録 (dkar chag ldan dkar ma)[1]
- パンタンマ目録（英語版） (dkar chag 'phang thang ma)[2]
- チンプマ目録 (dkar chag bsam yas mchims phu ma) - 現存しない